# Süßen
Süßen település Németországban, azon belül Baden-Württembergben. Lakosainak száma 10 366 fő (2023. december 31.).

## Népesség
A település népessége az elmúlt években az alábbi módon változott:
| Lakosok száma | 8211 | 10 250 | 10 192 | 10 143 | 10 248 | 10 366 |
|               | 1975 | 2017   | 2019   | 2021   | 2022   | 2023   |

## Testvérvárosai
- Törökbálint, Magyarország